# Communauté de communes du Pays des Sources au Val de Bar
La communauté de communes du Pays des Sources au Val de Bar est une ancienne communauté de communes française, située dans le département des Ardennes et la région Champagne-Ardenne.

## Historique
La communauté de communes a fusionné avec d'autres structures intercommunales des Ardennes pour former, le 1er janvier 2014, la Communauté d’agglomération de Charleville-Mézières / Sedan.

## Composition
Elle était composée des communes suivantes :
1. Balaives-et-Butz
2. Boutancourt
3. Chalandry-Elaire
4. Chéhéry
5. Cheveuges
6. Dom-le-Mesnil
7. Élan
8. Étrépigny
9. Flize
10. Hannogne-Saint-Martin
11. Les Ayvelles
12. Saint-Aignan
13. Saint-Marceau
14. Sapogne-et-Feuchères
15. Villers-sur-Bar
16. Vrigne-Meuse